# 스피노코르도데스 텔리니
스피노코르도데스 텔리니(Spinochordodes tellinii)는 연가시강 흑연가시목에 속하는 유선형동물의 일종으로, 그 유충이 메뚜기목 곤충에 기생한다. 한반도에 서식하는 연가시(Gordius aquaticus) 와는 다른 종이다.
유충은 성장해가며 숙주인 메뚜기의 행동을 조정하는 특징을 갖는데, 숙주가 스스로 물을 찾아가 뛰어들어 죽게 만들고, 유충은 물로 빠져나와 성충이 되어 수중생활을 하며 번식한다.
S. 텔리니는 곤충류인 숙주가 먹이를 먹을 때 현미경으로만 볼 수 있는 작은 유충의 상태로 체내에 잠입하여 충체로 자라나며, 그 길이는 숙주의 3-4배에 이를 수도 있다.
이 기생충이 숙주의 행동을 조정하는 작용의 정확한 분자생물학적 과정은 아직 정확히 밝혀지지 않았다.
일부 연구에서는 이 기생충을 보유한 숙주 메뚜기의 뇌에서 이질적인 종류의 단백질들을 발현하거나 혹은 생성해내는 점을 지적했다. 이들 단백질들중 일부는 신경전달물질 활성에 연관되어있고, 다른 일부는 주지성(走地性: 중력의 방향에 영향을 받는 주성, 즉 중력의 방향 혹은 그 반대로 이동하려는 성질) 혹은 중력변화에 대한 신체반응에 연관되어 있었다.
추가적으로, 이 기생충은 중추신경계의 발달에 직접적 영향을 끼치는 윈트 계열 유전자로부터 단백질을 만드는데, 이는 다른 곤충들에 알려진 단백질 구조와 상당히 닮아있어 이 사례가 분자모방(molecular mimicry)의 한 예임을 시사한다.
유사한 기생충으로는 파라고르디우스 트리쿠스피다투스(Paragordius tricuspidatus)가 있다.